# Planorbis
Genre
Planorbis est un genre de mollusques gastéropodes pulmonés d'eau douce de la famille des Planorbidae.

## Espèces
Selon World Register of Marine Species (12 février 2021) :
- Planorbis agraulus Bourguignat, 1864
- Planorbis atticus Bourguignat, 1852
- Planorbis carinatus O.F. Muller, 1774
- Planorbis cretensis Glöer & Hirschfelder, 2015
- Planorbis intermixtus Mousson, 1874
- Planorbis kubanicus Soldatenko & Starobogatov, 1998
- Planorbis macedonicus Sturany, 1894
- Planorbis moquini Requien, 1848
- Planorbis planorbis (Linnaeus, 1758)
- Planorbis presbensis Sturany, 1894
- Planorbis sieversi Mousson, 1873
- Planorbis tangitarensis Germain, 1918
- Planorbis vitojensis Gloer & Pesic, 2010

## Espèce fossile
- † Planorbis pseudoammonius